# Comma.ai
comma.ai est une entreprise américaine en logiciel de conduite autonome.
Elle est fondée par George Hotz en 2015.

## OpenPilot
OpenPilot est un logiciel libre d'aide à la conduite disponible sur la plateforme GitHub. Il s'agit d'un concurrent du logiciel Tesla Autopilot.

## Produits informatiques matériels

### EON DevKit
Elle est équipée d'un processeur Qualcomm Snapdragon 820 et d'une caméra frontale Sony IMX298. Elle fonctionne sur 45 modèles de voitures. Elle fonctionne sur plusieurs modèles de Toyota ou Honda et quelques modèles de General Motors ou Subaru.

### Comma Two
Annoncé au Consumer Electronic Show (CES) en 2020, Comma two une dashcam vendu sous forme d'un kit de développement à installer dans la voiture. Le système couplé avec Openpilot fonctionne sur 63 types de véhicules (principalement des voitures Honda et Toyota) au lancement. Le logiciel Openpilot n'y est pas installé par défaut pour des raisons légales.

### Comma Three
Comma Three est une dashcam vendue sous forme d'un kit de développement à installer dans la voiture. Comme pour le Comma Two, le logiciel libre OpenPilot peut être installé sur l'appareil pour bénéficier d'une conduite assistée de niveau 2. L'appareil est doté d'un écran. Elle est dotée de deux caméras fisheye, qui à elles deux peuvent enregistrer à 360° et d'une caméra longue distance. La caméra avant sert à surveiller que le conducteur du véhicule fait attention à la route, mais le fondateur a annoncé qu'elle pourrait être utilisée pour apercevoir des véhicules dans les angles morts de la voiture. Pour le moment, seule la caméra longue distance est utilisée par OpenPilot, bien que le fondateur a annoncé que la caméra avant fisheye sera bientôt utilisée pour la reconnaissance de panneaux, feux de signalisation etc.. Les trois caméras sont de définition 1080p. L'appareil est doté d'un module pour se connecter au Wi-Fi, au réseau cellulaire LTE et GPS et est équipé d'un processeur Qualcomm Snapdragon 845.